# 織本構造設計
株式会社織本構造設計（おりもとこうぞうせっけい）は日本の組織構造設計事務所。
略称はOSE (Orimoto Structural Engineers Co., Ltd.) 。
同社のコーポレートメッセージは「安全・安心な建物を 世の中へ」。

## 会社概要
日本の構造設計事務所として長い歴史をもち、創業は1956年。創業者は織本匠（おりもとたくみ）。
創業当初の名称は「織本匠構造設計研究所」2006年「株式会社織本構造設計」に社名を変更した。
構造設計専業事務所としては日本最大級の組織規模を誇る。
駅前モニュメントから超高層建築までありとあらゆる構造物の構造設計を行っており、特に免震・制振建物の設計事例を多数持つ。
その他、市浦ハウジング&プランニング主導の「P&UA構法共同技術開発グループ」に参画し耐震構造技術の開発を行っている。

### 所在地概要
- 東京本社 ー東京都新宿区西五軒町13-1 住友不動産飯田橋ビル3号館7F
- 大阪支所 ー大阪府大阪市西区西本町1-6-6 カーニープレイス西本町4F
- 九州支所 ー福岡県福岡市博多区博多駅前1-14-16 博多駅前センタービル6F
- 台湾支店 ー台北市中正区八徳路一段23号5Fの一

## 沿革
- 1956年　有限会社 織本匠構造設計研究所を中央区に設立
- 1967年　渋谷区へ移転
- 1971年　大阪支所開設
- 1978年　九州支所開設
- 1990年　有限会社より株式会社に組織変更
- 2000年　目黒区へ移転
- 2002年　台湾事務所開設
- 2006年　株式会社 織本構造設計に社名変更
- 2010年　新宿区新宿へ移転
- 2011年　台湾支店開設
- 2014年　新宿区西五軒町へ移転

## おもな作品・業績
- 中央公論社本社
- 日本万博博覧会(1970) オーストラリア館
- バーレーン アラビアン・ガルフ大学
- 日中青年交流センター
- 駒沢オリンピック公園総合運動場体育館
- モントリオール万国博・日本館
- 二子玉川ライズ
- 山梨文化会館(免震改修)
- 群馬県庁舎
- ホテル日航東京
- 東京国際展示場（東京ビッグサイト）
- シティタワー神戸三宮
- Ａ－ＧＥＯ・タウン
- 国会議事堂前噴水
- イタリアラクイラ市体育館兼避難施設

## 関連人物
- 織本匠